# Rochefort-sur-Brévon
Rochefort-sur-Brévon település Franciaországban, Côte-d’Or megyében. Lakosainak száma 42 fő (2022. január 1.). Rochefort-sur-Brévon Villiers-le-Duc, Mauvilly, Beaulieu, Côte-d'Or, Busseaut, Essarois és Saint-Germain-le-Rocheux községekkel határos.

## Népesség
A település népessége az elmúlt években az alábbi módon változott:
| Lakosok száma | 48   | 50   | 65   | 44   | 45   | 41   | 39   | 41   | 42   | 42   |
|               | 1968 | 1982 | 1990 | 2006 | 2013 | 2015 | 2017 | 2019 | 2020 | 2022 |